# عجوقة كبيرة البذرة
عجوقة كبيرة البذرة (الاسم العلمي:Ajuga macrosperma) هي نوع من النباتات تتبع جنس العجوقة من الفصيلة الشفوية.